# Rubus sempernitens
Rubus sempernitens är en rosväxtart som beskrevs av David Elliston Allen och L J. Margetts. Rubus sempernitens ingår i släktet rubusar, och familjen rosväxter. Inga underarter finns listade i Catalogue of Life.